# سرخانجوب علیا
سرخانجوب علیا، روستایی از توابع بخش مرکزی شهرستان دلفان در استان لرستان ایران است.

## جمعیت
این روستا در دهستان خاوه شمالی قرار دارد و براساس سرشماری مرکز آمار ایران در سال ۱۳۸۵، جمعیت آن ۶۷۵ نفر (۱۳۹خانوار) بوده‌است. این روستا یکی از چند روستای پرجمعیت خاوه شمالی به شمار میرود.

## فرهنگ
مردم این روستا از طایفه کرمعلی هستند و به زبان زبان لکی سخن می گویند.
مهمان نوازی از خصوصیات مردم این روستا است.

## اقتصادی
شغل اصلی اکثر مردم روستا کشاورزی و دامداری است با این حال تعداد چشمگیری از آنان مشاغلی آزاد دارند 
از محصولات عمده کشاورزی این روستا میتوان به گندم،جو،گشنیز،سیب زمینی و حبوبات اشاره کرد.